# Orin (marine)

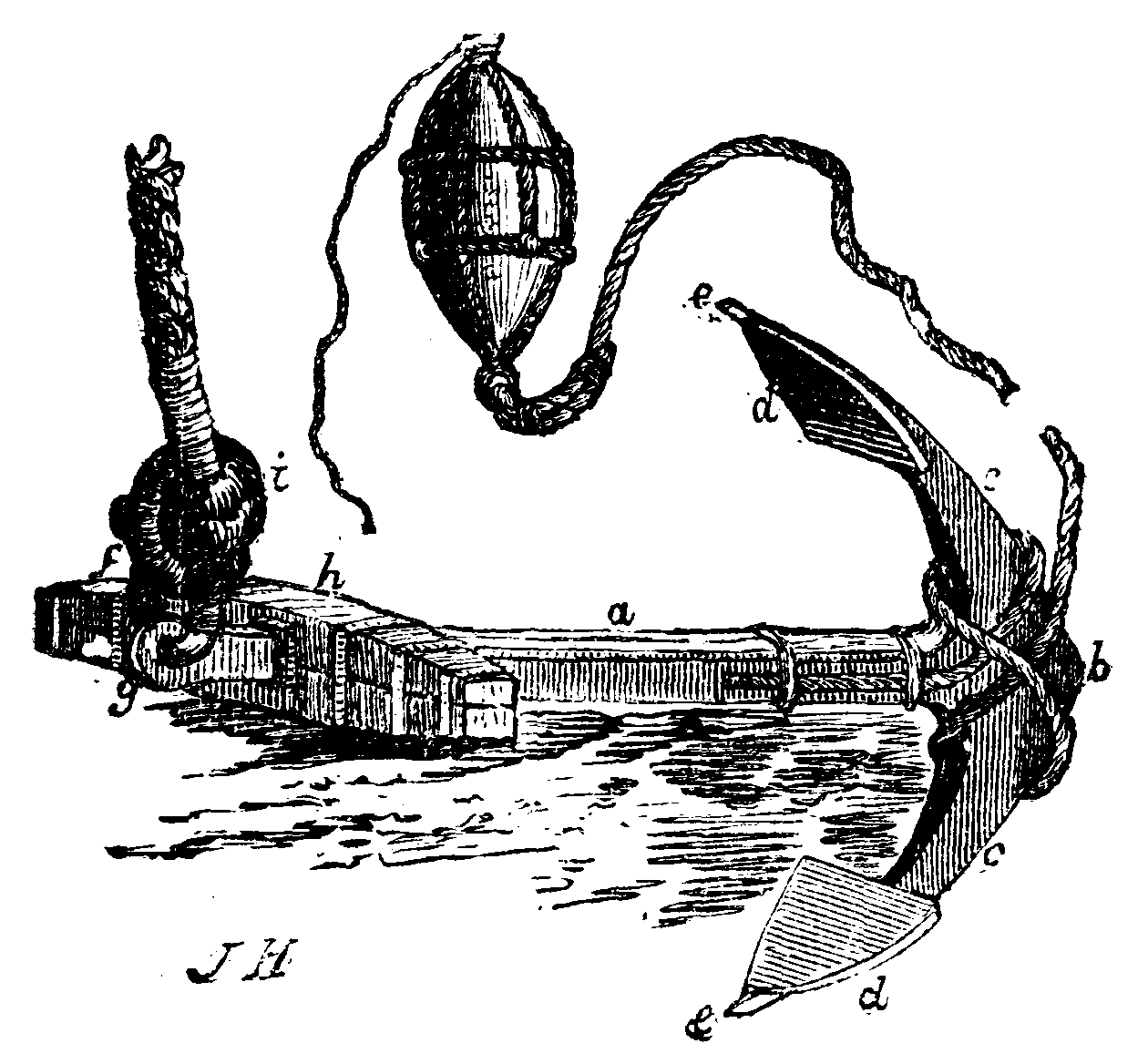
Orin sur une ancre.

Pour les articles homonymes, voir Orin (homonymie).
L'orin (n.m) désigne le câble ou cordage, reliant une bouée à un objet immergé (ancre, mine, filet, casier, …), avec pour fonction :
- de repérer l'emplacement de l'objet immergé[1],
- de récupérer en cas de chute à l'eau ou de rupture d'un filin principal[1],
- de relever une ancre qui accroche : On parle d'oringuer une ancre[1],[2].

## Étymologie
Observé pour la première fois en 1542, le terme dérive du néerlandais ooring qui désigne le cordage de l'anneau. Le terme anglais, très utilisé en marine, est buoy rope.

## Spécifications
Sur une bouée, le nœud est préférentiellement placé hors de l'eau : pour ce faire, l'orin est frappé à un anneau de la bouée immergé et passe dans l'anneau immergé.
Certaines mines marines reliées à des lests (ou « crapauds »), les orins contrôlent leur profondeur d'immersion.
L'orin est frappé (fixé) à la bouée avec un nœud de cravate, l'objet immergé est frappé avec, un nœud d'empennelage ou d'un nœud d'orin,,. En général, une ancre est frappée du jas jusqu'aux pattes ou le diamant pour l'équilibrage lors de l'oringuage,,. L'inconvénient est le risque pour les hélices lorsque les bouée se multiplient dans des zones de mouillage. L'utilisation de flotteurs d'orin pour les ancres est de moins en moins répandu en plaisance.
En héraldique, un orin est appelé une gumène.